# Chiasmolithus
Chiasmolithus és un gènere de cocolitòfor. Destaca perquè la seva aparició en temps de l'Eocè serveix com a marcador per separar els estatges faunístics Bartonià i Priabonià.